# Caryospora carajasensis
Caryospora carajasensis – gatunek pasożytniczych pierwotniaków należący do rodziny Eimeriidae z podtypu Apicomplexa, które kiedyś były klasyfikowane jako protista. Występuje jako pasożyt węży. C. carajasensis cechuje się tym iż oocysta zawiera 1 sporocystę. Z kolei każda sporocysta zawiera 8 sporozoitów.
Obecność tego pasożyta stwierdzono u Oxyrhopus petola digitalis należącego do rodziny połozowatych (Colubridae).
Występuje na terenie Brazylii w Ameryce Południowej.

## Sporulowana oocysta
Jest kształtu sferoidalnego, posiada 2 ściany o łącznej grubości 1,2 μm, osłonka zewnętrzna barwy żółtawej. Oocysta posiada następujące rozmiary: długość 20 – 25 μm, szerokość 18,7 – 23,7 μm. Brak mikropyli, wieczka biegunowego oraz ciałka biegunowego.

## Sporulowana sporocysta i sporozoity
Sporocysty kształtu owoidalnego o długości 16,2 – 18,7 μm, szerokości 11,2 – 13,7 μm. Występuje ciałko Stieda oraz substieda body (SBB). Brak parastieda body (PSB). Występuje ciałko resztkowe sporocysty w postaci rozproszonych ziarnistości.